# Amma Asante (filmmaker)
Amma Asante (Londen, 13 september 1969) is een Engelse filmregisseur, scenarioschrijfster en gewezen actrice.

## Carrière
Amma Asante werd in 1969 geboren in Londen als de dochter van Ghanese ouders. Haar vader was een accountant, terwijl haar moeder een delicatessenzaak uitbaatte. Ze studeerde aan de Barbara Speake-theaterschool in Acton (Londen), waar ze de richtingen dans en dramatiek volgde. Reeds als tiener acteerde ze in de tv-serie Grange Hill. Later werkte ze ook mee aan de Britse tv-reeksen Desmond's en Birds of a Feather.
Eind jaren 1990 besloot Asante om niet langer te acteren en aan de slag te gaan als scenarioschrijfster. Ze richtte vervolgens haar eigen productiebedrijf, Tantrum Films, op en werkte mee aan de BBC Two-serie Brothers and Sisters.
In 2004 maakte ze haar regiedebuut met de film A Way of Life, die ze ook zelf had geschreven. De dramafilm leverde haar de BAFTA Award op voor beste nieuwkomer. Nadien regisseerde Asante het kostuumdrama Belle (2013), dat gebaseerd was op het leven van Dido Elizabeth Belle, een 18e-eeuwse zwarte vrouw die de buitenechtelijke dochter was van een Afrikaanse slavin en Britse officier en die grootgebracht werd door Lord Mansfield en diens echtgenote.

## Filmografie
| Jaar | Titel             | Regisseur | Scenarist |
| ---- | ----------------- | --------- | --------- |
| 2004 | A Way of Life     |           |           |
| 2013 | Belle             |           |           |
| 2016 | A United Kingdom  |           |           |
| 2018 | Where Hands Touch |           |           |

- Bibliothèque nationale de France: cb169410160 (data)
- Gemeinsame Normdatei: 137685556
- International Standard Name Identifier: 0000 0001 2395 1181
- Library of Congress Control Number: no2014131080
- Nederlandse Thesaurus van Auteursnamen: 291489486
- Système universitaire de documentation: 184956048
- Virtual International Authority File: 243933577
- WorldCat: E39PBJymvT4HCJQKVTcY4Vyw4q